# X. Antiokhosz szeleukida uralkodó
X. Antiokhosz Euszebész (Aντιóχoς Εύσέβης, i. e. 115 – i. e. 83 előtt?) ókori hellenisztikus király, a Szeleukida Birodalom uralkodója (Kr. e. 95–től haláláig), IX. Antiokhosz Küzikénosz gyermeke volt. Érméin a Philopatór (Apaszerető) melléknevet is használta.
Uralkodása mindvégig unokafivérei elleni polgárháborúval teltek. Kr. e. 95-ben legyőzte és Kilikiába szorította VI. Szeleukoszt, aki korábban végzett IX. Antiokhosszal. Hiába halt meg rövidesen Szeleukosz, fivérei, XI. Antiokhosz és Philipposz folytatták a harcot. Euszebész leverte a testvéreket az Orontésznél, ahol XI. Antiokhosz el is esett, de ekkor Philipposz lépett elő trónigénnyel öccse, III. Démétriosz támogatásával. Az évtizedek óta dúló polgárháborút megsínylett lakosság végül II. Tigranészt, Armenia Magna királyát hívta be, aki Kr. e. 83-ban el is foglalta a hajdani világbirodalom maradványait. X. Antiokhosz sorsa nem ismeretes, bár Josephus egy közlése alapján arra lehet következtetni, hogy az örmény hódítást már nem érte meg, mivel elesett egy Pártus Birodalom ellen vívott háborúban. 
VIII. Ptolemaiosz leányától, Kleopatra Szelénétől feltehetően két gyermeke született: a Tigranész alatt „uralkodó”, csak pénzérmékről ismert VII. Szeleukosz Philométór, illetve az arméniai király legyőzése után trónt visszaszerző XIII. Antiokhosz Asziatikosz.